# Saadat Hasan Manto
Saadat Hasan Manto (en urdu: سعادت حسن منٹو, Samrala, Ludhiana, 11 de mayo de 1912 – Lahore, Punyab Occidental, 18 de enero de 1955) era un escritor (ensayista y dramaturgo) pakistaní.

## Biografía

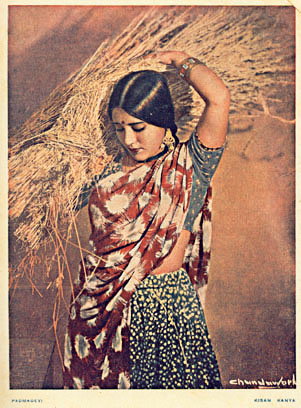
Film Kisan Kanya (1937)

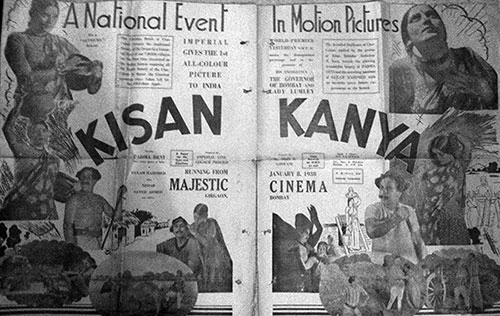
Póster del film Kisan Kanya (1937)

Nació en una familia casimir suní, su padre Maulvi Ghulam Hasan, era juez local.
Conoció a Abdul Bari Alig en 1933, un estudioso y editor del periódico Equality en Amritsar que lo animó a escribir y a leer literatura rusa y francesa.
De 1936 al 1941, vivió en Bombay y colaboró con las revistas The Painter y Caravan.  En 1941, colaboró en Delhi con All India Radio con las radionovelas Aao, Manto ke Drame, Janaze y Teen Auraten.
Con la independencia de la India en 1948 se mudó a Pakistán. Su vida allí, se volvió muy problemática por sus problemas financieros y de alcoholismo, pero escribió sus obras más importantes.
Falleció de cirrosis hepática a los 42 años.

## Obras principales
- Atish Paray (آتش پارے ,1936);
- Manto Ke Afsanay (1940, منٹو کے افسانے);
- Dhuan (1941, دُھواں);
- Afsane Aur Dramay (1943, افسانے اور ڈرامے);
- Lazzat-e-Sang (1948, لذتِ سنگ);
- Siyah Hashiye (1948, سیاہ حاشیہ);
- Badshahat Ka Khatimah (1950, بادشاہت کا خاتمہ);
- Khali Botlein (1950, خالی بوتلیں);
- Nimrud Ki Khudai (1950, نمرود کی خُدائی);
- Thanda Gosht (1950, ٹھنڈا گوشت);
- Yazid (1951, یزید);
- Pardey Ke Peechhey (1953, پردے کے پیچھے);
- Sarak Ke Kinarey (1953, سڑک کے کنارے);
- Baghair Unwan Ke (1954, بغیر عنوان کے);
- Baghair Ijazit (1955, بغیر اجازت);
- Tobha Tek Singh (1955, ٹوبہ ٹیک سنگھ);
- Burquey (1955, بُرقعے);
- Phunduney (1955, پھندنے);
- Sarkandon Ke Peechhey (1955, سرکنڈوں کے پیچھے);
- Shaiytan (1955, شیطان);
- Shikari Auratein (1955, شکاری عورتیں);
- Ratti, Masha, Tolah (1956, رتی ماشہ تولہ);
- Kaali Shalwar (1961, کالی شلوار);
- Tahira Se Tahir (1971, طاہرہ سے طاہر).